# Ндрина

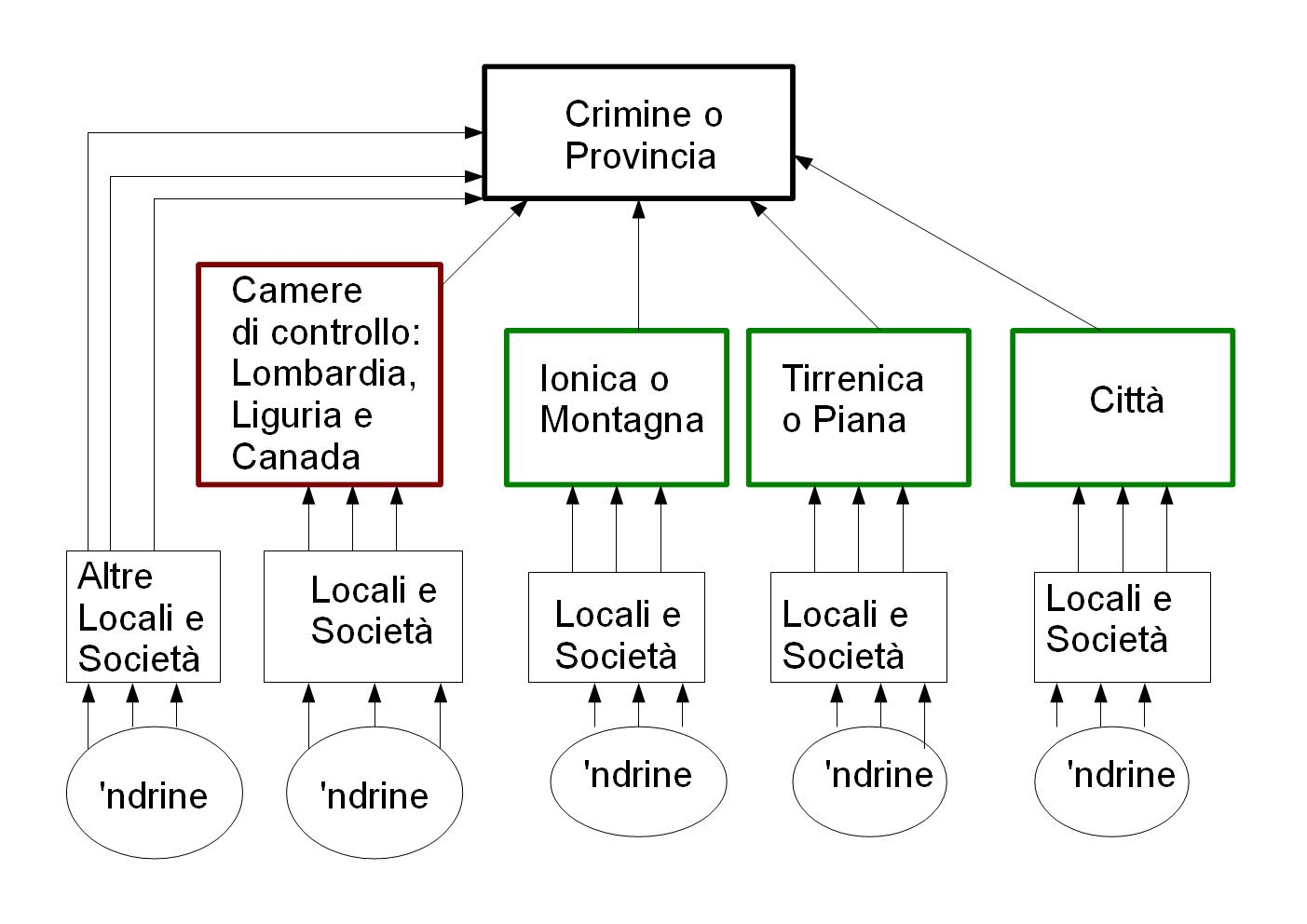
Структура ндрангеты. Местные ндрины служат базовыми ячейками, лежащими в основе иерархии.

Ндрина (итал. 'Ndrina) — основная ячейка ндрангеты Калабрии, состоящая из кровных родственников, соответствует «семье» (или cosca) в сицилийской мафии. Каждая ндрина автономна на своей территории, и над её боссом не давлеет какая-либо строгая власть. Ндрина как правило контролирует небольшой город или район в крупных городах, в том числе и за пределами Калабрии: в городах и селениях на промышленном севере Италии, в Турине и Милане и их окрестностях.
Если в одном городе существует более одной ндрины, они образуют локале — основную местную организационную единицу ндрангеты, осуществляющую власть над целым городом или районом в крупном городском центре . В некоторых случаях создаются суб-ндрины. Ндрины пользуются высокой степенью автономии — у них есть лидер — капобастоне и независимые члены. В некоторых случаях ндрины обладают большей силой, чем локале, от которых они формально зависят.
Кровная семья в значительной степени соответствует по своему составу преступной семье в организации ндрангеты. Как правило, ндрины состоят из мужчин из одной и той же семьи, подчиняющихся капобастоне. Сальваторе Боэми, прокурор по борьбе с мафией в Реджо-ди-Калабрии, докладывал итальянской Комиссии по борьбе с мафией, что «человек становится членом мафиозной семьи просто потому, что родился в ней». Тем не менее молодые люди могут становиться членами ндрангеты и по другим причинам, при этом не имея родственных связей с ндринами.
Браки помогают укрепить отношения внутри каждой ндрины и увеличить количество её членов. Таким образом, одна дрина может состоять из нескольких кровных семей. Поскольку не существует каких-либо ограничений на численный состав ндрин, их боссы поощряют появление в своих семьях как можно большего количества потомков. Зачастую большое количество людей с одинаковой фамилией оказываются под следствием из-за предполагаемого их членства в ндрине.